# Pik Garmo
Der Pik Garmo (tadschikisch Қуллаи Гармо; Qullai Garmo) ist ein Berg im Pamir in Tadschikistan.
Der 6595 m hohe vergletscherte Berg befindet sich in der Kette der Akademie der Wissenschaften. Der Pik Ismoil Somoni liegt 15,46 km in Richtung Nordnordwest. Die Südostflanke des Pik Garmo wird zum Wantsch hin entwässert. Der Gletscher an der Nordflanke strömt zum weiter östlich verlaufenden Fedtschenko-Gletscher, während die Südwestflanke zum Einzugsgebiet des Obichingou gehört.
Die Erstbesteigung gelang einer Bergsteigergruppe unter der Führung von Anatoli Bagrow im Jahr 1948.